# Anuropodione amphiandra
Anuropodione amphiandra is een pissebed uit de familie Bopyridae. De wetenschappelijke naam van de soort is voor het eerst geldig gepubliceerd in 1966 door Codreanu, Codreanu & Pike.